# Günter Schmitz (Maler)
Günter Schmitz (* 16. September 1909 in Chemnitz; † 23. August 2002 in Radebeul) war ein deutscher Maler und Grafiker.

## Leben und Wirken

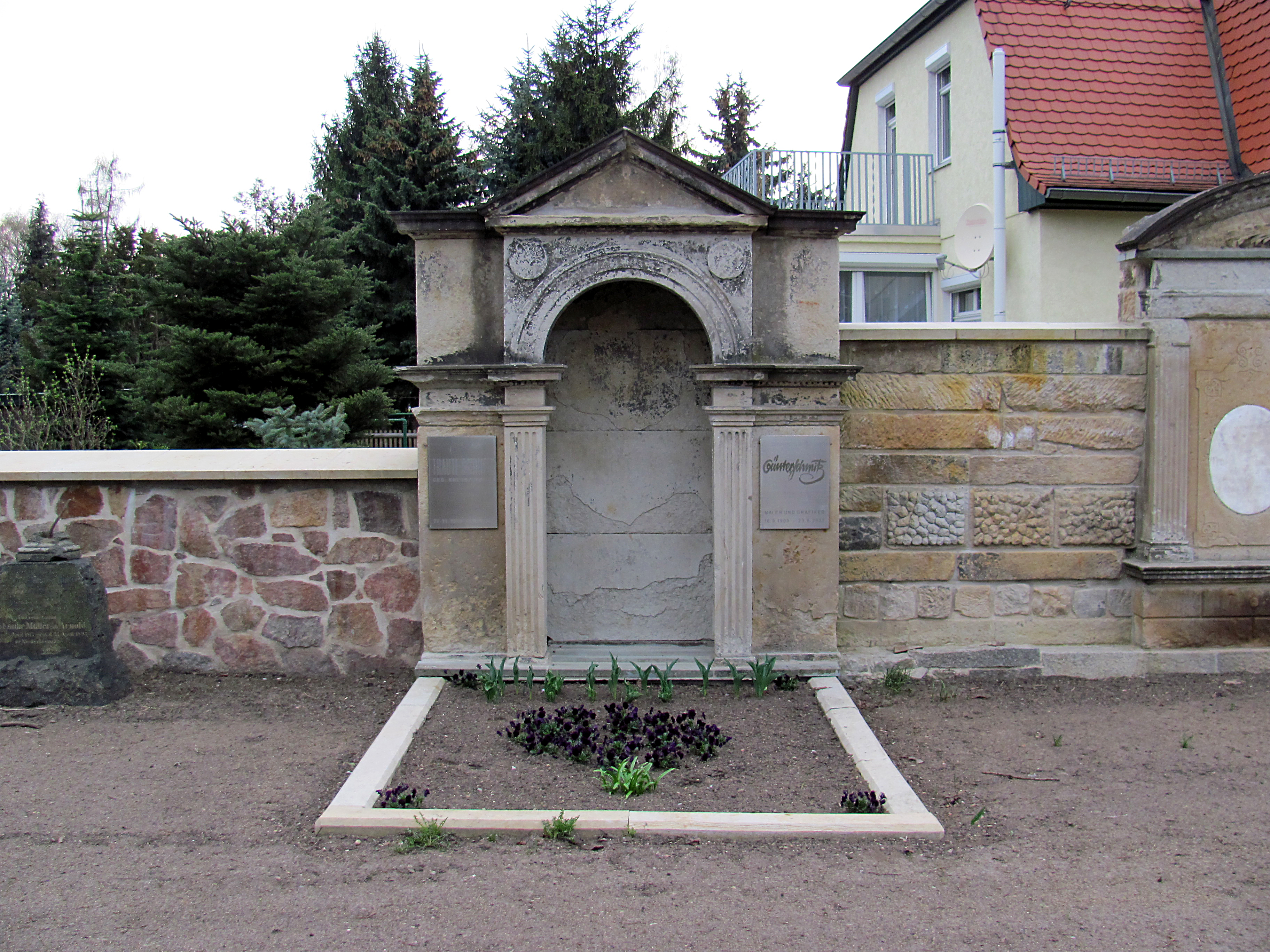
Grabmal von Günter Schmitz auf dem Friedhof Radebeul-West

Schmitz besuchte die Schule in Kötzschenbroda und Dresden, anschließend absolvierte er von 1926 bis 1930 eine Lehre als Gebrauchsgraphiker in Dresden-Niedersedlitz, anlässlich derer er wohl Gerhard Schiffel kennenlernte, mit dem ihn zeitlebens eine Malerfreundschaft verbinden sollte. Zwischen 1930 und 1937 studierte er Malerei an der Akademie für Bildende Künste in Dresden bei Richard Müller und Max Feldbauer, zuletzt als Meisterschüler von Ferdinand Dorsch und Rudolf Schramm-Zittau. Seitdem war er mit Erik Mailick befreundet. Bereits zu dieser Zeit malte er viele Bilder vom noch unzerstörten Dresden, ein Zeitdokument der später zerstörten Stadt.
Während seiner Zeit als freischaffender Maler in Dresden zwischen 1937 und 1939 reiste er zu Studienzwecken nach Italien, Tunesien, Jugoslawien, Österreich und Griechenland.
1940 wurde er zum Kriegsdienst eingezogen, unter anderem war er beim oberpfälzischen Kallmünz stationiert. Schmitz geriet in sowjetische Gefangenschaft, aus der er 1950 (oder 1949) zurückkehrte. Fortan lebte er in Radebeul, zuletzt in Serkowitz in einer Villa im Augustusweg 18.
Günter Schmitz arbeitete freischaffend als Maler und Grafiker, hauptsächlich im angewandten Bereich als Werbezeichner und Illustrator. Er wurde Mitglied der Gewerkschaft 17 des FDGB (Kunst und Schrifttum). So entwickelte er sich während der 1950er und 1960er Jahre zu einem Altmeister des Werbe-Plakats in der DDR, beispielsweise für Konsum, Elbe Chemie Dresden und Textima, bis Anfang der 1970er Jahre beschlossen wurde, dass Produktwerbung als ein kapitalistisches Handeln nicht zur Staatsdoktrin passe. Neben Fritz Springefeld prägte er, „unbeeinflusst von allen Diskussionen über die Auswirkungen der kapitalistischen Kinderstube auf die sozialistische Markenwerbung, bis weit in die 60er Jahre hinein das Erscheinungsbild des VEB Elbechemie.“
Auch einige Wandbilder sind von ihm, beispielsweise für das Arzneimittelwerk Dresden (1978 zusammen mit Johannes Thaut) oder das ehemalige Sächsische Serumwerk Dresden. Schmitz war in Dresden 1962/1963 auf Fünften Deutschen Kunstausstellung und von 1972  bis 1985 auf vier Bezirkskunstausstellungen vertreten. 1958 beteiligte er sich mit dem Bild „Nie wieder“ an der Kunstaktion „Frieden der Welt“ auf dem U-Bahnhof Berlin-Alexanderplatz.
Ab 1970 wendete sich Schmitz wieder verstärkt dem freien künstlerischen Arbeiten, hauptsächlich dem großformatigen Aquarell mit Motiven der Elbe und der Lößnitz, zu, er durfte mehrmals in die Schweiz, nach Italien, Dänemark, Bulgarien, Frankreich sowie nach Österreich reisen. Regelmäßig fuhr er auch mit Erik Mailick nach Kallmünz zu Studien- und Malbesuchen. 
Die Marktgemeinde, die er immer wieder besuchte, ernannte Schmitz zum Ehrenbürger. Im Jahr 2000 wurde Schmitz Mitglied im Sächsischen Künstlerbund.
1998 wurde Schmitz mit dem Kunstpreis der Großen Kreisstadt Radebeul ausgezeichnet.
Das Grab von Schmitz liegt auf dem Friedhof Radebeul-West.

## Einzelausstellungen (Auswahl)
- 1980 Dresden, Kunstausstellung Kuehl (Aquarelle)